# Carretera de Sossís
La Carretera de Sossís és una antiga pista rural reconvertida en carretera local asfaltada que discorre pel terme municipal de Conca de Dalt, al Pallars Jussà, a l'antic terme de Claverol), entre els pobles del Pont de Claverol i Sossís.
Arrenca del Pont de Claverol, en el seu extrem nord, des d'on, després d'un parell de ziga-zagues per tal de guanyar alçada, s'adreça cap al nord, pel costat septentrional de lo Rengar de Motes, i discorre paral·lela pel sud-est al Canal de Sossís. Passa per l'oest de la partida de Vernedes, i entra en territori de Sossís a les Obagues, passa per llevant de lo Conreu, i arriba al poble de Sossís en quasi dos quilòmetres i mig de recorregut.